# Monolistra
Monolistra é um género de crustáceo da família Sphaeromatidae.
Este género contém as seguintes espécies:
- Monolistra bolei
- Monolistra calopyge
- Monolistra schottlaenderi
- Monolistra spinosissima